# 艾倫·布魯克
艾伦·法蘭西斯·布鲁克，第一代艾伦布鲁克子爵 KG，GCB，OM，GCVO，DSO（英語：Alan Francis Brooke, 1st Viscount Alanbrooke，1883年7月23日—1963年6月17日），二战中的英国陆军元帅和帝国总参谋长，1953年还兼伊丽莎白二世女王的王室内务总管。

## 生平

艾倫·布魯克與邱吉爾和伯納德·蒙哥馬利合照

生于巴涅尔德比戈尔一个著名的北爱尔兰家庭，艾伦·布鲁克在法国受教育，他在那儿度过他的大部分童年，并在伍利奇（Woolwich）皇家军事学院就读，一战中在驻法国的皇家炮兵服役，战争结束时是一名中校。在战争中他还康贝里参谋学院（Camberley Staff College）和皇家国防学院任教官，那里他与大多第二次世界大战间主导英国的官员在一起共事。

## 第二次世界大战

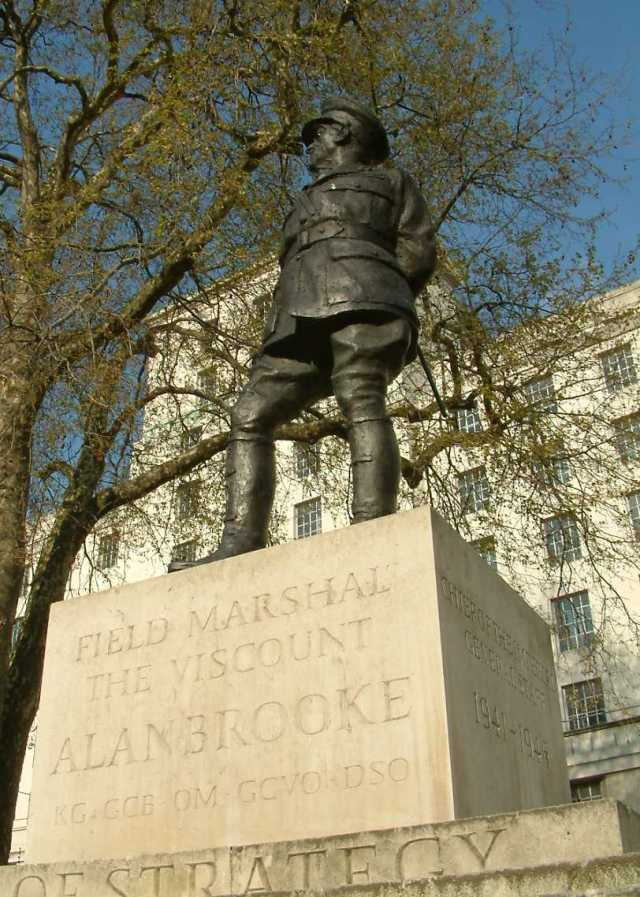
伦敦怀特霍尔宫国防部的陆军元帅艾伦布鲁克子爵塑像

在第二次世界大战爆发以后，布鲁克指挥英国远征军的第二集团军和充当同盟国敦刻尔克撤退的主导。1940年 7月他被任命为英国本土军队的指挥官，1941年12月被任命为帝国总参谋长（Chief of the Imperial General Staff）（CIGS）和参谋长联席会议主席，一直任到1946年。他與美軍建立良好的關係，對聯軍的戰略有極大的影響力。他葬在汉普郡Hartley Wintney他的老家村庄里，在那儿他的后代继承着他的封地。在他去世，艾伦布鲁克封地 
遗嘱认证为£50,580.

## 荣誉
1945年被授于弗马纳Brookeborough的艾伦布鲁克男爵Baron Alanbrooke，1946年升艾伦布鲁克子爵Viscount Alanbrooke
- He won the Distinguished Service Order in World War I,
- He was appointed KCB in 1940,
- Became a Knight of the Garter
- A a member of the Order of Merit in 1946,
- The GCB in 1953
- And GCVO in 1953.

他1949年还担当贝尔法斯特女王大学的名誉校长直到他去世。

## 战争日志
在2001年的出版物中（艾伦布鲁克未审查的战争日志），受到注意的是他对英国的战争的洞察入微以及他对温斯顿·丘吉尔直率的批评。